# Humphrey John Stewart
Humphrey John Stewart (Londres, 22 de maig de 1856 – ?, 1932) fou un compositor i organista estatunidenc, nascut a Anglaterra.
Va fer els estudis amb mestres particulars i als onze anys ja era corista i organista en una església i després fou organista de diverses esglésies de Londres fins al 1886, en què es traslladà als Estats Units, on també fou organista i director de diverses orquestres i societats corals.
Les seves principals composicions són: The Nativity, oratori; tres misses; Moctezuma (1903) i Scenes in California (1906), suites per a orquestra; King Hab, His Majesty i The Conspirators, òperes, així com nombroses peces per a piano i violí, i melodies vocals.